# Baie de Floride
La baie de Floride est une baie du golfe du Mexique située aux États-Unis. Elle est formée par la côte sud de la péninsule de Floride au nord et par une partie des îles  constituant l'archipel des Keys, à l'est et au sud. Une grande partie de cette baie est incluse dans le parc national des Everglades.

## Géographie
La baie de Floride, couvrant environ 1 730 kilomètres carrés, est peu profonde (en moyenne 1,4 m). Elle est délimitée au nord par la côte méridionale de la péninsule de Floride (jusqu'à East Cape), au sud et à l'est par une partie des Florida Keys (de Key Largo à la pointe ouest de Long Key). Une série de berges peu profondes, généralement recouvertes et stabilisées par des herbiers marins, et un ensemble de bancs de sable limitent les échanges d'eau entre le golfe et la baie, en formant une sorte de lagon. Ces rives séparent la baie en bassins qui offrent un habitat unique à de nombreuses plantes, invertébrés, poissons, oiseaux, mammifères et reptiles, y compris plusieurs espèces menacées ou en voie de disparition telles que le lamantin de Floride (Trichechus manatus latirostris), sous-espèce du lamentin des Caraïbes, et la spatule rosée (Platalea ajaja). À l'exception d'une marge  baignant les côtes des keys, la totalité de la baie est située dans le parc national des Everglades et est protégée par le National Park Service.

## Principales îles
- Big Key
- Bob Allen Keys
- Boggy Key
- Bottle Key
- Brush Keys
- Butternut Key
- Buzzard Key
- Calusa Keys
- Club Key
- Cluett Key
- Cormorant Key
- Crab Keys
- Dead Terrapin Key
- Derelict Key
- Dump Keys
- Eagle Key
- East Key
- East Bahia Honda Key
- Fish Hawk Key
- Friend Key
- Jim Foot Key
- Joe Kemp Key
- Lake Key
- Manatee Key
- Murray Key
- Nest Keys
- North Nest Key
- Otter Key
- Palm Key
- Panhandle Key
- Park Key
- Pass Key
- Peterson Keys
- Rankin Key
- Roscoe Key
- Russell Key
- Samphire Keys
- Shell Key
- Sid Key
- Spy Key
- Stake Key
- Swash Keys
- Tern Key
- Topsy Key
- Triplet Keys
- Umbrella Key
- West Key
- Whipray Keys